# Himalaísmo

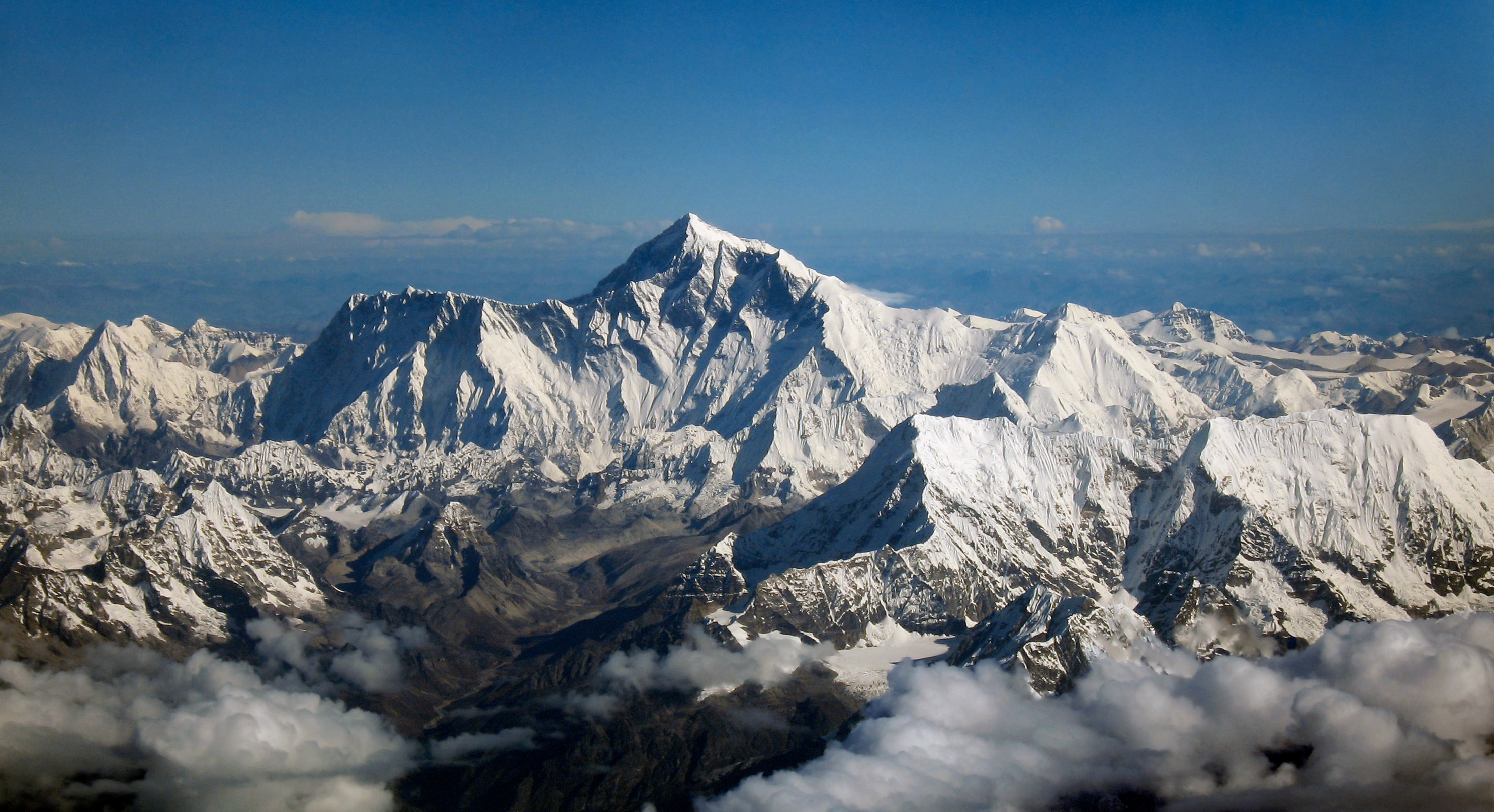
Monte Evereste visto de Drukais

Himalaismo é um termo que define a pratica do alpinismo na cordilheira dos Himalaias. Este alpinismo caracteriza-se por ter lugar a muito altas altitudes ultrapassando os 7 000 m e para quatorze desses cumes os 8 000 m.
Atendendo às dificuldades de tais provas faz-se o chamado estilo expedição, caracterizado pela utilização de campos sucessivos, além do campo de base, com cordas fixas, xerpas, garrafa de oxigénio, e de um estilo alpino, muito mais desportivo e aventuroso.